# HTC Mogul

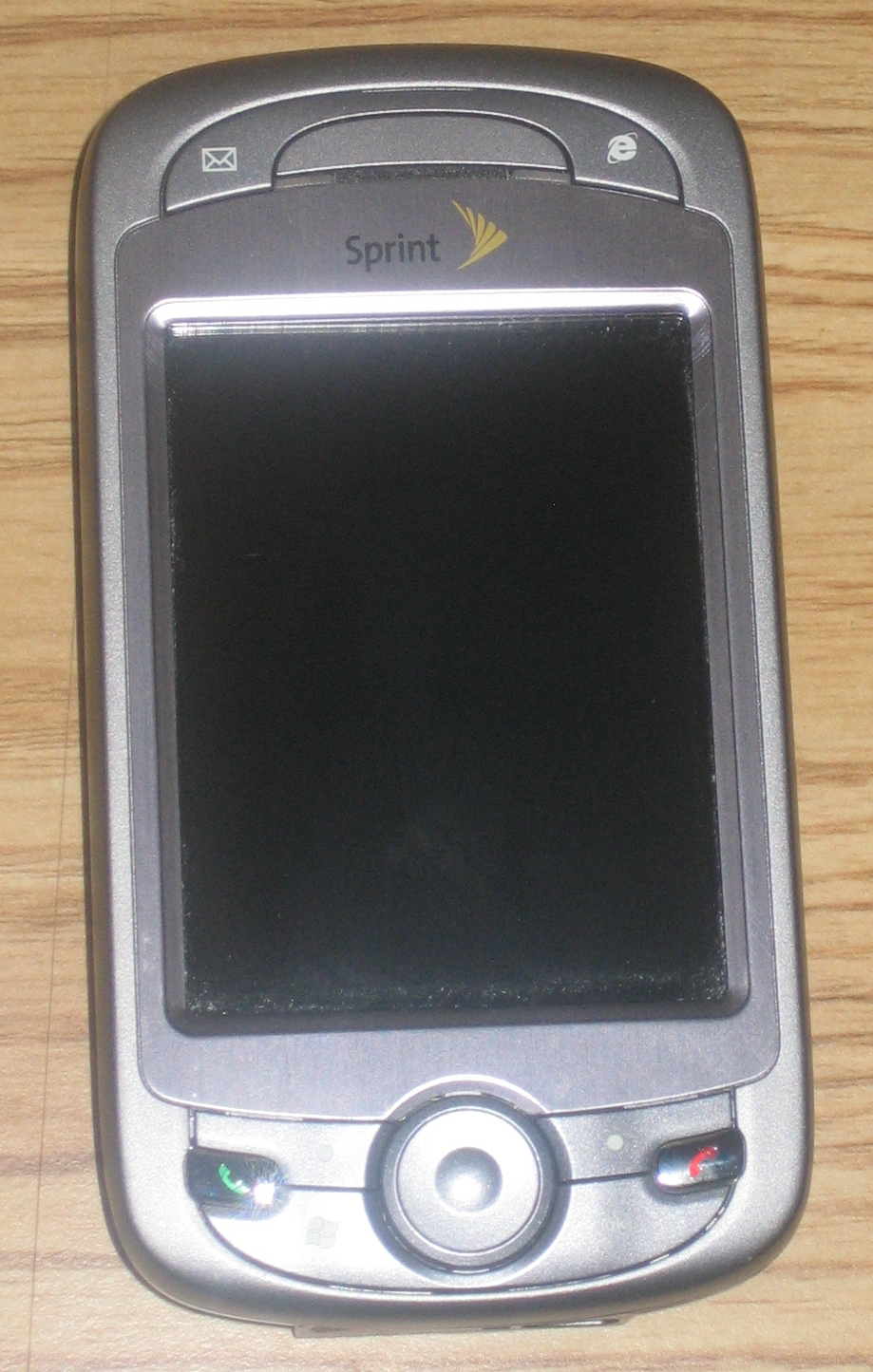
HTC Mogul

HTC-6800 Mogul (HTC P4000, HTC PPC6800, XV6800, Titan100) — CDMA-коммуникатор, разработанный компанией HTC и работающий на платформе Windows Mobile. Оснащён QWERTY-клавиатурой, 2-мегапиксельной камерой, а также поддерживает Bluetooth и Wi-Fi. Устройство поддерживает технологию высокоскоростной передачи EV-DO Rev.A, обеспечивая скорость загрузки до 3,1 Мбит/с

## История
HTC Могул поступил в продажу в 2007 году в сети CDMA оператора Sprint. На тот момент при подписании контракта на 2 года его цена составляла 400$. Аппарат обрел достаточно высокую популярность благодаря хорошему оснащению, QWERTY клавиатуре и многочисленным модификациям прошивки, которые выпускались как официально операторам, так и неофициально — частными пользователями.
Изначально в аппарате GPS модуль был отключен. Впервые был активирован в марте 2008 с выходом официальной прошивки Sprint 3.35.xx и апгрейдом Radio ROM.

## Характеристики
- Процессор: Qualcomm MSM7500 c тактовой частотой 400 МГц
- Операционная система: Microsoft Windows Mobile 6.0 Professional
- Память: 256 МБ ROM, 64 МБ RAM
- Размер: 109.2x56.4x17.8 мм
- Вес: 165 г
- Экран: TFT сенсорный, 65536 цветов, диагональю 2,8", разрешение 240x320 пикселей
- Сеть: CDMA 800/1900 МГц
- Возможность работы с R-UIM картой: нет (да, при впайке разъема и включении функции в QPST, но тогда не работает EVDO.)
- Передача данных: EVDO Rev.0/Rev.A (2,4 Mbit/s / 3,1 Mbit/s)
- Управление: сенсорное, многопозиционный джойстик, клавиши, колесо прокрутки
- Клавиатура: выдвижная QWERTY
- GPS: gpsOne (Qualcomm)
- Средства связи: Bluetooth 2.0 с технологией EDR, IRDA, USB
- Wi-Fi: IEEE 802.11 b/g
- Камера: 2 Мп, (разрешение 1600x1200, 8x zoom), встроенная вспышка, макросъемка; Поддержка записи и воспроизведения видеороликов в формате MPEG-4
- Тип батареи: Перезаряжаемая Li-Ion 1500 мА·ч (опционально 3400 мА·ч)
- Время разговора (ч): 3,3
- Время ожидания (ч): 200
- Слот расширения: microSD, поддержка карт SDHC начиная с Windows Mobile 6.x
- Комплект поставки: Коммуникатор HTC 6800, батарея, наушники, запасной стилус, зарядное устройство от сети 220В, USB кабель для соединения с компьютером, кожаный чехол, переходники (2 штуки), диск с ПО, защитная плёнка на экран, инструкция на английском языке для HTC-6800, упаковочная коробка

## Компоненты
- CDMA + GPS Chipset: Qualcomm RFR6500
- LED control IC: Durel DR381B-C33
- 800/850 МГц Analog transmitter: Qualcomm RFT6150
- AMPS/CDMA LPAM Transmitter: Anadigics AWT6137
- PCS/CDMA LPAM Transmitter: Anadigics AWT6138
- Bluetooth: Texas Instruments BlueLink 5.0 BRF6300
- Touch Screen/Battery Meter/Temperature IC: Texas Instruments TSC2003/BC2003
- LCD Pulse-Width Light Modulator: Texas Instruments PWL 1251A
- CPLD IC: Xilinx CoolRunner-II (2C128)
- Power Management IC: Qualcomm PM7500
- CPU/GPU/Decoder: Qualcomm MSM7500
- Memory: Samsung 634 KAG001002M-DGGY MCP 246МБ NAND/64МБ DDR DRAM
- Display: Hitachi TX0705APAA0 2.8" 320x240 65K colors
- Serial Configuration Device: Altera DP
- Model No. TITA100
- FCC ID: NM8TITA100